# Un embolic molt perillós
Un embolic molt perillós (títol original en anglès Out of Sight) és una pel·lícula estatunidenca dirigida per Steven Soderbergh estrenada el 1998. Aquesta pel·lícula ha estat doblada i subtitulada al català.

## Argument
Jack Foley (George Clooney) un lladre de bancs que - desgraciadament per a ell - és perseguit per la mala sort. Condemnat per la tercera vegada, compleix una pena de 30 anys de presó. Una perspectiva poc lluent. Té un projecte d'evasions, però la mariscala Karen Sisco (Jennifer Lopez) intenta interposar-se. Els forcen a compartir un portaequipatge de cotxe durant l'evasió. En aquest lloc tan exigu, fan coneixement abans d'enamorar-se, ràpidament, un de l'altre.
Un joc del gat i del ratolí comença llavors entre els dos herois...

## Repartiment

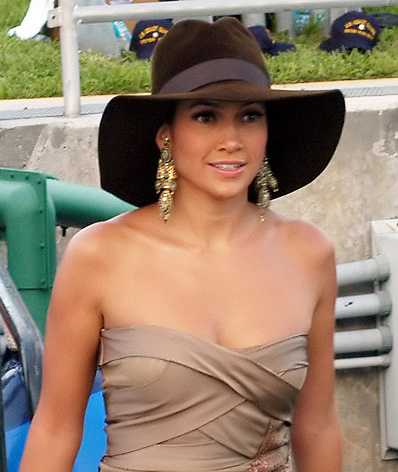
Jennifer Lopez, protagonista de la pel·lícula

- George Clooney: Jack Foley
- Jennifer López: Karen Sisco
- Ving Rhames: Buddy Bragg
- Dennis Farina: Marshall Sisco
- Don Cheadle: Maurice Miller
- Albert Brooks: Richard Ripley
- Luis Guzmán: Chino
- Catherine Keener: Adele
- Isaiah Washington: Kenneth
- Paul Soileau: Lulu
- Scott Allen: Pup
- Nancy Allen: Midge

## Premis i nominacions
- Nominada a l'Oscar al millor muntatge i a l'millor guió adaptat el 1999.
- 1998: Critics' Choice Awards: Nominada a Millor pel·lícula
- 1998: Sindicat de Guionistes (WGA): Millor guió adaptat

## Crítica
- "Un film més profund del que sembla, de posada en escena ferma i concisa, en el qual George Clooney demostra de nou que, a més d'una estrella de carisma insultant, és un actor excel·lent"[4]